# Réserve écologique Ernest-Lepage
La réserve écologique Ernest-Lepage est située à 40 kilomètres au nord-est de New Richmond, sur la rive ouest de la Petite rivière Cascapédia Est.  Cette réserve vise la protection d'écosystèmes représentatifs de la région écologique des hauts monts Notre-Dame, située dans le domaine de la sapinière à bouleau blanc.  Le nom de la réserve rend hommage à l'abbé Ernest Lepage (1905-1980), botaniste et taxonomiste.